# Pelplin (gmina)
Pelplin – gmina miejsko-wiejska w województwie pomorskim, w powiecie tczewskim. W latach 1975–1998 gmina położona była w województwie gdańskim.
W skład gminy wchodzi 13 sołectw: Bielawki, Gręblin, Janiszewo, Kulice, Lignowy Szlacheckie, Małe Walichnowy, Międzyłęż, Pomyje, Rajkowy, Ropuchy, Rożental, Rudno, Wielki Garc.
Siedzibą gminy jest miasto Pelplin.
Według danych z 30 czerwca 2004 gminę zamieszkiwało 16 600 osób.

## Struktura powierzchni
Według danych z roku 2002 gmina Pelplin ma obszar 140,45 km², w tym:
- użytki rolne: 80%
- użytki leśne: 11%

Gmina stanowi 20,14% powierzchni powiatu.

## Demografia

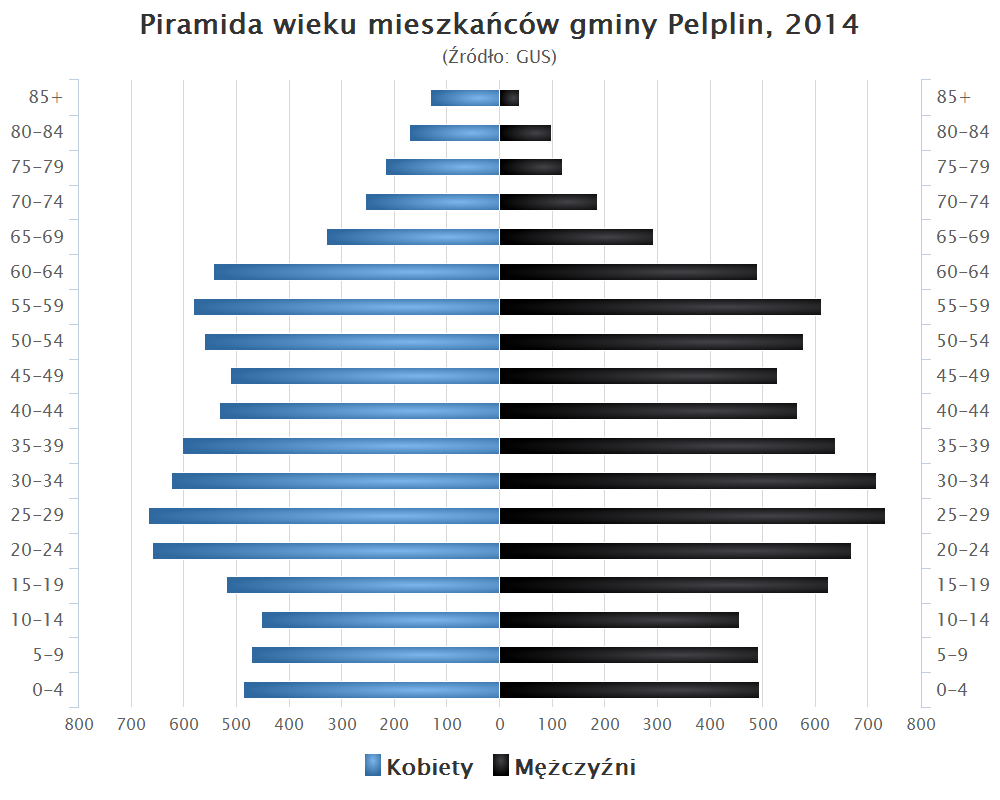
Piramida wieku mieszkańców gminy Pelplin w 2014 roku

Dane z 30 czerwca 2004:
| Opis                              | Ogółem | Ogółem | Kobiety | Kobiety | Mężczyźni | Mężczyźni |
| --------------------------------- | ------ | ------ | ------- | ------- | --------- | --------- |
| jednostka                         | osób   | %      | osób    | %       | osób      | %         |
| populacja                         | 16 600 | 100    | 8287    | 49,9    | 8313      | 50,1      |
| gęstość zaludnienia (mieszk./km²) | 118,2  | 118,2  | 59      | 59      | 59,2      | 59,2      |

## Zadłużenie
Zgodnie z informacjami zawartymi w "Raporcie o stanie Gminy Pelplin za 2019 r." zadłużenie Gminy Pelplin z tytułu zaciągnięcia pożyczek, emitowanych obligacji i zawartych umów długoterminowych, według stanu na dzień 31 grudnia 2019 r. wynosiło 25.583.027,50 zł.
Uchwalony pod koniec 2020 r. budżet Gminy Pelplin na rok 2021 przewidywał, iż planowane dochody Gminy Pelplin wyniosą 88.988.840,00 zł, natomiast planowane wydatki wyniosą 91.644.460,00 zł. Planowany na 2021 r. deficyt budżetowy wyniesie  2.655.620,00 zł.

## Pomniki przyrody
Na terernie gminy znajduje się 13 pomników przyrody, w tym 9 pojedynczych drzew, 3 grupy drzew i 1 głaz narzutowy (przyrody nieożywionej).

## Sąsiednie gminy
Bobowo, Gniew, Miłoradz, Morzeszczyn, Starogard Gdański, Subkowy, Sztum